# Tercera ronda de la Clasificación de Concacaf para la Copa Mundial de Fútbol de 2010
La Tercera Ronda de la Clasificación de Concacaf para la Copa Mundial de Fútbol de 2010 fue la etapa que determinó a los clasificados a la cuarta ronda (Hexagonal final) del torneo clasificatorio de Norteamérica, Centroamérica y el Caribe. Se llevó a cabo del 20 de agosto de 2008 al 19 de noviembre de 2008. Costa Rica, Estados Unidos, Honduras, El Salvador, México y Trinidad y Tobago clasificaron a la fase final.

## Resultados

### Grupo 1
| Equipo            | Pts. | PJ | PG | PE | PP | GF | GC | Dif |
| ----------------- | ---- | -- | -- | -- | -- | -- | -- | --- |
| Estados Unidos    | 15   | 6  | 5  | 0  | 1  | 14 | 3  | 11  |
| Trinidad y Tobago | 11   | 6  | 3  | 2  | 1  | 9  | 6  | 3   |
| Guatemala         | 5    | 6  | 1  | 2  | 3  | 6  | 7  | -1  |
| Cuba              | 3    | 6  | 1  | 0  | 5  | 5  | 18 | -13 |

| L\V                          | Bandera de Estados Unidos | Bandera de Trinidad y Tobago | Bandera de Guatemala | Bandera de Cuba |
| Bandera de Estados Unidos    |                           | 3:0                          | 2:0                  | 6:1             |
| Bandera de Trinidad y Tobago | 2:1                       |                              | 1:1                  | 3:0             |
| Bandera de Guatemala         | 0:1                       | 0:0                          |                      | 4:1             |
| Bandera de Cuba              | 0:1                       | 1:3                          | 2:1                  |                 |

|  | Clasificado a la cuarta ronda. |

| 20 de agosto de 2008, 20:00 (UTC-4) | Cuba           | 1:3 (0:1) | Trinidad y Tobago          | Estadio Pedro Marrero, La Habana                         |                                                          |
|                                     | Y. Márquez 85' | Reporte   | Daniel 27', 61' · Glen 66' | Asistencia: 4 000 espectadores Árbitro(s): Carlos Batres | Asistencia: 4 000 espectadores Árbitro(s): Carlos Batres |

| 20 de agosto de 2008, 20:10 (UTC-6) | Guatemala | 0:1 (0:0) | Estados Unidos | Estadio Mateo Flores, Ciudad de Guatemala                     |                                                               |
|                                     |           | Reporte   | Bocanegra 69'  | Asistencia: 26 000 espectadores Árbitro(s): Enrico Wijngaarde | Asistencia: 26 000 espectadores Árbitro(s): Enrico Wijngaarde |

| 6 de septiembre de 2008, 17:30 (UTC-4) | Trinidad y Tobago | 1:1 (0:0) | Guatemala    | Estadio Hasely Crawford, Puerto España                   |                                                          |
|                                        | Daniel 84'        | Reporte   | Gallardo 90' | Asistencia: 9500 espectadores Árbitro(s): Roberto Moreno | Asistencia: 9500 espectadores Árbitro(s): Roberto Moreno |

| 6 de septiembre de 2008, 20:10 (UTC-4) | Cuba | 0:1 (0:1) | Estados Unidos | Estadio Pedro Marrero, La Habana                         |                                                          |
|                                        |      | Reporte   | Dempsey 40'    | Asistencia: 12 000 espectadores Árbitro(s): Joel Aguilar | Asistencia: 12 000 espectadores Árbitro(s): Joel Aguilar |

| 10 de septiembre de 2008, 19:10 (UTC-5) | Estados Unidos                        | 3:0 (2:0) | Trinidad y Tobago | Toyota Park, Bridgeview                                       |                                                               |
|                                         | Bradley 10' · Dempsey 18' · Ching 57' | Reporte   |                   | Asistencia: 11 452 espectadores Árbitro(s): Courtney Campbell | Asistencia: 11 452 espectadores Árbitro(s): Courtney Campbell |

| 10 de septiembre de 2008, 20:00 (UTC-6) | Guatemala                                          | 4:1 (1:1) | Cuba        | Estadio Mateo Flores, Ciudad de Guatemala                           |                                                                     |
|                                         | C. Ruiz 38', 55' · Rodríguez 85' · Contreras 90+1' | Reporte   | Linares 25' | Asistencia: 19 750 espectadores Árbitro(s): Marco Antonio Rodríguez | Asistencia: 19 750 espectadores Árbitro(s): Marco Antonio Rodríguez |

| 11 de octubre de 2008, 19:10 (UTC-4) | Estados Unidos                                                         | 6:1 (2:1) | Cuba      | RFK Memorial Stadium, Washington D. C.                     |                                                            |
|                                      | Beasley 11', 31' · Donovan 48' · Ching 63' · Altidore 87' · Onyewu 63' | Reporte   | Muñoz 32' | Asistencia: 20 249 espectadores Árbitro(s): Roberto Moreno | Asistencia: 20 249 espectadores Árbitro(s): Roberto Moreno |

| 11 de octubre de 2008, 20:00 (UTC-6) | Guatemala | 0:0     | Trinidad y Tobago | Estadio Mateo Flores, Ciudad de Guatemala                   |                                                             |
|                                      |           | Reporte |                   | Asistencia: 29 000 espectadores Árbitro(s): Silviu Petrescu | Asistencia: 29 000 espectadores Árbitro(s): Silviu Petrescu |

| 15 de octubre de 2008, 20:00 (UTC-4) | Cuba                             | 2:1 (1:0) | Guatemala | Estadio Pedro Marrero, La Habana                            |                                                             |
|                                      | Colomé 45' (pen.) · Urgelles 90' | Reporte   | Pappa 80' | Asistencia: 6000 espectadores Árbitro(s): Courtney Campbell | Asistencia: 6000 espectadores Árbitro(s): Courtney Campbell |

| 15 de octubre de 2008, 20:10 (UTC-4) | Trinidad y Tobago             | 2:1 (0:0) | Estados Unidos | Estadio Hasely Crawford, Puerto España                     |                                                            |
|                                      | Latapy 60' · Yorke 79' (pen.) | Reporte   | Davies 74'     | Asistencia: 19 000 espectadores Árbitro(s): Wálter Quesada | Asistencia: 19 000 espectadores Árbitro(s): Wálter Quesada |

| 19 de noviembre de 2008, 21:10 (UTC-4) | Trinidad y Tobago                  | 3:0 (0:0) | Cuba | Estadio Hasely Crawford, Puerto España                        |                                                               |
|                                        | Jones 67' · Yorke 69' · Daniel 89' | Reporte   |      | Asistencia: 18 000 espectadores Árbitro(s): Enrico Wijngaarde | Asistencia: 18 000 espectadores Árbitro(s): Enrico Wijngaarde |

| 19 de noviembre de 2008, 18:10 (UTC-7) | Estados Unidos       | 2:0 (0:0) | Guatemala | Dick's Sporting Goods Park, Commerce City                   |                                                             |
|                                        | Cooper 53' · Abu 68' | Reporte   |           | Asistencia: 9303 espectadores Árbitro(s): Armando Archundia | Asistencia: 9303 espectadores Árbitro(s): Armando Archundia |

### Grupo 2
| Equipo   | Pts. | PJ | PG | PE | PP | GF | GC | Dif |
| -------- | ---- | -- | -- | -- | -- | -- | -- | --- |
| Honduras | 12   | 6  | 4  | 0  | 2  | 9  | 5  | 4   |
| México   | 10   | 6  | 3  | 1  | 2  | 9  | 6  | 3   |
| Jamaica  | 10   | 6  | 3  | 1  | 2  | 6  | 6  | 0   |
| Canadá   | 2    | 6  | 0  | 2  | 4  | 6  | 13 | -7  |

| L\V                 | Bandera de Honduras | Bandera de México | Bandera de Jamaica | Bandera de Canadá |
| Bandera de Honduras |                     | 1:0               | 2:0                | 3:1               |
| Bandera de México   | 2:1                 |                   | 3:0                | 2:1               |
| Bandera de Jamaica  | 1:0                 | 1:0               |                    | 3:0               |
| Bandera de Canadá   | 1:2                 | 2:2               | 1:1                |                   |

|  | Clasificado a la cuarta ronda. |

| 20 de agosto de 2008, 19:30 (UTC-4) | Canadá        | 1:1 (0:0) | Jamaica      | BMO Field, Toronto                                        |                                                           |
|                                     | de Guzmán 47' | Reporte   | Williams 52' | Asistencia: 22 000 espectadores Árbitro(s): Carlos Batres | Asistencia: 22 000 espectadores Árbitro(s): Carlos Batres |

| 20 de agosto de 2008, 20:00 (UTC-5) | México         | 2:1 (0:1) | Honduras    | Estadio Azteca, Ciudad de México                         |                                                          |
|                                     | Pardo 73', 75' | Reporte   | de León 36' | Asistencia: 81 000 espectadores Árbitro(s): Joel Aguilar | Asistencia: 81 000 espectadores Árbitro(s): Joel Aguilar |

| 6 de septiembre de 2008, 17:00 (UTC-5) | México                                | 3:0 (2:0) | Jamaica | Estadio Azteca, Ciudad de México                             |                                                              |
|                                        | Guardado 3' · Arce 33' · Magallón 63' | Reporte   |         | Asistencia: 96 000 espectadores Árbitro(s): Baldomero Toledo | Asistencia: 96 000 espectadores Árbitro(s): Baldomero Toledo |

| 20 de agosto de 2008, 20:00 (UTC-4) | Canadá    | 1:2 (1:0) | Honduras       | Saputo Stadium, Montreal                                   |                                                            |
|                                     | Seriox 4' | Reporte   | Núñez 47', 56' | Asistencia: 13 032 espectadores Árbitro(s): Wálter Quesada | Asistencia: 13 032 espectadores Árbitro(s): Wálter Quesada |

| 10 de septiembre de 2008, 20:00 (UTC-5) | México                  | 2:1 (0:0) | Canadá    | Estadio Víctor Manuel Reyna, Tuxtla Gutiérrez           |                                                         |
|                                         | Bravo 59' · Márquez 73' | Reporte   | Gerba 78' | Asistencia: 26 900 espectadores Árbitro(s): Neal Brizan | Asistencia: 26 900 espectadores Árbitro(s): Neal Brizan |

| 10 de septiembre de 2008, 19:30 (UTC-6) | Honduras                       | 2:0 (0:0) | Jamaica | Estadio Olímpico Metropolitano, San Pedro Sula             |                                                            |
|                                         | Núñez 65' · Guevara 73' (pen.) | Reporte   |         | Asistencia: 39 000 espectadores Árbitro(s): Roberto Moreno | Asistencia: 39 000 espectadores Árbitro(s): Roberto Moreno |

| 11 de octubre de 2008, 19:00 (UTC-5) | Jamaica    | 1:0 (1:0) | México | Parque Independence, Kingston                              |                                                            |
|                                      | Fuller 34' | Reporte   |        | Asistencia: 27 000 espectadores Árbitro(s): Wálter Quesada | Asistencia: 27 000 espectadores Árbitro(s): Wálter Quesada |

| 11 de octubre de 2008, 19:30 (UTC-6) | Honduras                                 | 3:1 (1:0) | Canadá       | Estadio Olímpico Metropolitano, San Pedro Sula           |                                                          |
|                                      | W. Martínez 9' · Costly 65' · Thomas 90' | Reporte   | Hainault 54' | Asistencia: 36 000 espectadores Árbitro(s): Jair Marrufo | Asistencia: 36 000 espectadores Árbitro(s): Jair Marrufo |

| 15 de octubre de 2008, 19:00 (UTC-5) | Jamaica     | 1:0 (1:0) | Honduras | Parque Independence, Kingston                           |                                                         |
|                                      | Shelton 16' | Reporte   |          | Asistencia: 25 000 espectadores Árbitro(s): Neal Brizan | Asistencia: 25 000 espectadores Árbitro(s): Neal Brizan |

| 15 de octubre de 2008, 19:00 (UTC-6) | Canadá                    | 2:2 (1:1) | México                  | Commonwealth Stadium, Edmonton                                |                                                               |
|                                      | Gerba 13' · Radzinski 50' | Reporte   | Salcido 35' · Vuoso 64' | Asistencia: 14 145 espectadores Árbitro(s): Enrico Wijngaarde | Asistencia: 14 145 espectadores Árbitro(s): Enrico Wijngaarde |

| 19 de noviembre de 2008, 19:00 (UTC-6) | Honduras          | 1:0 (0:0) | México | Estadio Olímpico Metropolitano, San Pedro Sula            |                                                           |
|                                        | Osorio 52' (a.g.) | Reporte   |        | Asistencia: 45 000 espectadores Árbitro(s): Carlos Batres | Asistencia: 45 000 espectadores Árbitro(s): Carlos Batres |

| 19 de noviembre de 2008, 20:00 (UTC-5) | Jamaica                                             | 3:0 (1:0) | Canadá | Parque Independence, Kingston                            |                                                          |
|                                        | Shelton 28' · King 58' (pen.) · Cummings 85' (pen.) | Reporte   |        | Asistencia: 28 000 espectadores Árbitro(s): Joel Aguilar | Asistencia: 28 000 espectadores Árbitro(s): Joel Aguilar |

### Grupo 3
| Equipo      | Pts. | PJ | PG | PE | PP | GF | GC | Dif |
| ----------- | ---- | -- | -- | -- | -- | -- | -- | --- |
| Costa Rica  | 18   | 6  | 6  | 0  | 0  | 20 | 3  | 17  |
| El Salvador | 10   | 6  | 3  | 1  | 2  | 11 | 4  | 7   |
| Haití       | 3    | 6  | 0  | 3  | 3  | 4  | 13 | -9  |
| Surinam     | 2    | 6  | 0  | 2  | 4  | 4  | 19 | -15 |

| L\V                    | Bandera de Costa Rica | Bandera de El Salvador | Bandera de Haití | Bandera de Surinam |
| Bandera de Costa Rica  |                       | 1:0                    | 2:0              | 7:0                |
| Bandera de El Salvador | 1:3                   |                        | 5:0              | 3:0                |
| Bandera de Haití       | 1:3                   | 0:0                    |                  | 2:2                |
| Bandera de Surinam     | 1:4                   | 0:2                    | 1:1              |                    |

|  | Clasificado a la cuarta ronda. |

| 20 de agosto de 2008, 17:00 (UTC-5) | Haití                     | 2:2 (0:1) | Surinam            | Estadio Sylvio Cator, Puerto Príncipe                      |                                                            |
|                                     | Bertin 90' · Brunel 90+5' | Reporte   | Christoph 31', 46' | Asistencia: 7800 espectadores Árbitro(s): Mauricio Navarro | Asistencia: 7800 espectadores Árbitro(s): Mauricio Navarro |

| 20 de agosto de 2008, 20:00 (UTC-6) | Costa Rica         | 1:0 (0:0) | El Salvador | Estadio Ricardo Saprissa, Tibás                                     |                                                                     |
|                                     | Saborío 49' (pen.) | Reporte   |             | Asistencia: 19 200 espectadores Árbitro(s): Marco Antonio Rodríguez | Asistencia: 19 200 espectadores Árbitro(s): Marco Antonio Rodríguez |

| 6 de septiembre de 2008, 19:30 (UTC-6) | El Salvador                                   | 5:0 (2:0) | Haití | Estadio Cuscatlán, San Salvador                          |                                                          |
|                                        | Zelaya 7', 24', 53' · Larios 58' · Torres 79' | Reporte   |       | Asistencia: 21 000 espectadores Árbitro(s): Jair Marrufo | Asistencia: 21 000 espectadores Árbitro(s): Jair Marrufo |

| 6 de septiembre de 2008, 20:00 (UTC-6) | Costa Rica                                                                     | 7:0 (2:0) | Surinam | Estadio Ricardo Saprissa, Tibás                                     |                                                                     |
|                                        | Ledezma 9', 41' · Alpízar 47' · Alonso 78' · Borges 79' · Solís 86' · Ruiz 88' | Reporte   |         | Asistencia: 11 000 espectadores Árbitro(s): Marco Antonio Rodríguez | Asistencia: 11 000 espectadores Árbitro(s): Marco Antonio Rodríguez |

| 10 de septiembre de 2008, 16:30 (UTC-3) | Surinam | 0:2 (0:2) | El Salvador                   | Estadio André Kamperveen, Paramaribo                        |                                                             |
|                                         |         | Reporte   | Martin 2' · Felter 12' (a.g.) | Asistencia: 4500 espectadores Árbitro(s): Armando Archundia | Asistencia: 4500 espectadores Árbitro(s): Armando Archundia |

| 10 de septiembre de 2008, 17:00 (UTC-5) | Haití       | 1:3 (1:1) | Costa Rica                  | Estadio Sylvio Cator, Puerto Príncipe                     |                                                           |
|                                         | Alcénat 40' | Reporte   | Ruiz 12', 75' · Alpízar 86' | Asistencia: 14 700 espectadores Árbitro(s): Carlos Batres | Asistencia: 14 700 espectadores Árbitro(s): Carlos Batres |

| 11 de octubre de 2008, 16:30 (UTC-3) | Surinam       | 1:4 (0:2) | Costa Rica                                        | Estadio André Kamperveen, Paramaribo                        |                                                             |
|                                      | Sandvliet 48' | Reporte   | Centeno 10' · Borges 41' · Alonso 47' · Solís 78' | Asistencia: 3000 espectadores Árbitro(s): Courntey Campbell | Asistencia: 3000 espectadores Árbitro(s): Courntey Campbell |

| 11 de octubre de 2008, 17:00 (UTC-5) | Haití | 0:0     | El Salvador | Estadio Sylvio Cator, Puerto Príncipe                  |                                                        |
|                                      |       | Reporte |             | Asistencia: 10 00 espectadores Árbitro(s): Neal Brizan | Asistencia: 10 00 espectadores Árbitro(s): Neal Brizan |

| 15 de octubre de 2008, 20:00 (UTC-6) | Costa Rica                | 2:0 (1:0) | Haití | Estadio Ricardo Saprissa, Tibás                           |                                                           |
|                                      | Díaz 16' · V. Núñez 90+2' | Reporte   |       | Asistencia: 5500 espectadores Árbitro(s): Ricardo Salazar | Asistencia: 5500 espectadores Árbitro(s): Ricardo Salazar |

| 15 de octubre de 2008, 20:00 (UTC-6) | El Salvador                                     | 3:0 (2:0) | Surinam | Estadio Cuscatlán, San Salvador                           |                                                           |
|                                      | Zelaya 8' · Quintanilla 27' · Garden 81' (a.g.) | Reporte   |         | Asistencia: 20 000 espectadores Árbitro(s): Carlos Batres | Asistencia: 20 000 espectadores Árbitro(s): Carlos Batres |

| 19 de noviembre de 2008, 16:30 (UTC-3) | Surinam       | 1:1 (1:1) | Haití           | Estadio André Kamperveen, Paramaribo                             |                                                                  |
|                                        | Christoph 48' | Reporte   | Saint-Preux 28' | Asistencia: 800 espectadores Árbitro(s): Marco Antonio Rodríguez | Asistencia: 800 espectadores Árbitro(s): Marco Antonio Rodríguez |

| 19 de noviembre de 2008, 19:30 (UTC-6) | El Salvador  | 1:3 (1:2) | Costa Rica                          | Estadio Cuscatlán, San Salvador                               |                                                               |
|                                        | Corrales 18' | Reporte   | Myrie 24', 90+4' · F. Fernández 30' | Asistencia: 20 000 espectadores Árbitro(s): Armando Archundia | Asistencia: 20 000 espectadores Árbitro(s): Armando Archundia |

## Goleadores
4 goles
- Rodolfo Zelaya
- Keon Daniel

3 goles
| - Bryan Ruiz | - Ramón Núñez | - Wensley Christoph |

2 goles
| - Ali Gerba - Armando Alonso - Alejandro Alpízar - Celso Borges - Froylán Ledezma | - Roy Myrie - Alonso Solís - Brian Ching - Clint Dempsey - Carlos Ruiz | - Luton Shelton - Pável Pardo - Dwight Yorke - DaMarcus Beasley |

1 gol
| - Julián de Guzmán - Andrew Hainault - Tomasz Radzinski - Adrian Serioux - Álvaro Saborío - Walter Centeno - Júnior Díaz - José Fernández - Victor Núñez - Jaime Colomé - Roberto Linares - Jeniel Márquez - Jensy Muñoz - Allianni Urgelles - Rudis Corrales - César Larios - Shawn Martin - Eliseo Quintanilla - William Torres | - Freddy Adu - Jozy Altidore - Carlos Bocanegra - Michael Bradley - Kenny Cooper - Landon Donovan - Charlie Davies - Oguchi Onyewu - José Manuel Contreras - Carlos Gallardo - Marco Pappa - Mario Rodríguez - Jean Alcénat - Frantz Bertin - Fucien Brunel - Leonel Saint-Preux - Carlos Costly - Amado Guevara | - Julio César de León - Walter Martínez - Hendry Thomas - Omar Cummings - Ricardo Fuller - Marlon King - Andy Williams - Fernando Arce - Omar Bravo - Andrés Guardado - Jonny Magallon - Rafael Márquez - Carlos Salcido - Matías Vuoso - Clifton Sandvliet - Russell Latapy - Cornell Glen - Kenwyne Jones |

Autogoles
| - Ricardo Osorio (a favor de Honduras) | - Marlon Felter (a favor de El Salvador) | - Derrik Garden (a favor de El Salvador) |